# 149P/Mueller
149P/Mueller è una cometa periodica appartenente alla famiglia delle comete gioviane. Scoperta il 9 aprile 1992 dall'astronoma statunitense Jean E. Mueller, la sua riscoperta il 22 dicembre 2000 ha permesso di numerarla.

## Caratteristiche orbitali
Caratteristica di questa cometa è di avere una piccola MOID col pianeta Giove, di sole 0,111 UA; questa caratteristica comporta che la cometa può passare vicino a Giove come ha fatto a metà 1760 e farà il 28 luglio 2021 quando passerà a sole 0,097 UA e il 13 luglio 2104 quando passerà a 0,181 UA potendo così subire anche grandi alterazioni della sua orbita.